# 박종욱 (축구인)
박종욱(1975년 1월 11일 ~ )은 대한민국의 전직 축구 선수이다. 현역시절 포지션은 수비수였다.